# Paraholopterus nahuelbutensis
Paraholopterus nahuelbutensis är en skalbaggsart som beskrevs av Cerda och Cekalovic 1986. Paraholopterus nahuelbutensis ingår i släktet Paraholopterus och familjen långhorningar. Inga underarter finns listade i Catalogue of Life.